# メトロバレンシア

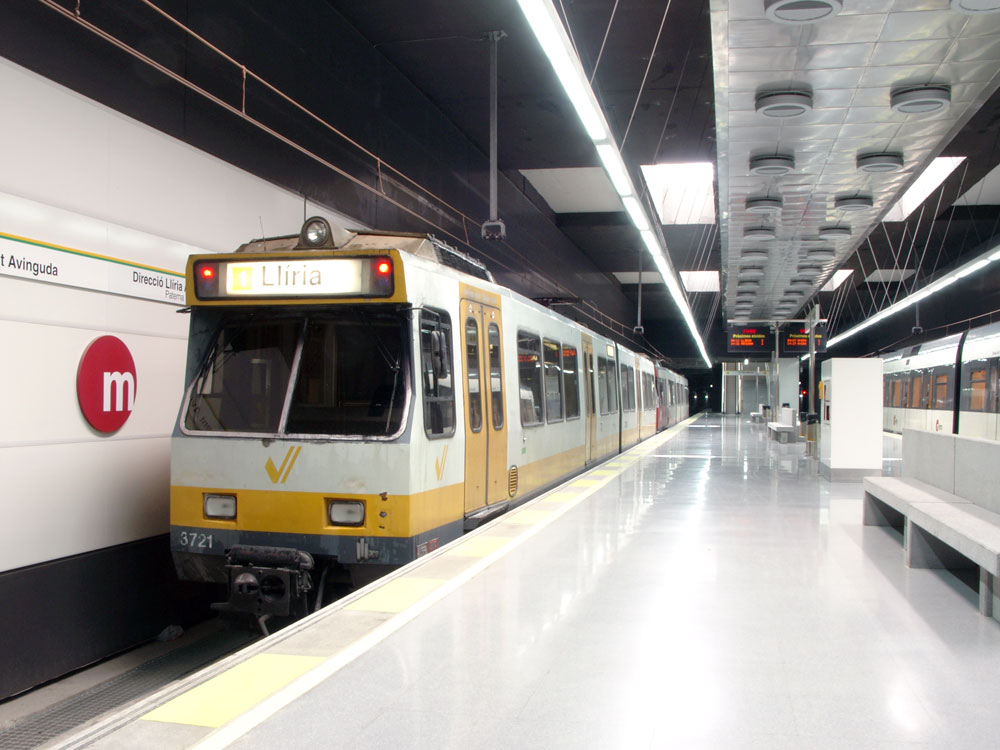
メトロバレンシア(Torrent avinguda駅)

メトロバレンシア（MetroValencia）は、1988年10月8日に登場したスペインのバレンシアを代表する都市鉄道・通勤列車・路面電車のコンビとした鉄道会社（マーク）である。現在10つの路線があり、160km以上の距離がある。4号線、6号線などはLRV車両を用いた路面電車線である。

## 路線
| 路線 | 終着の駅                                  | 距離     | 駅数  | 乗客数 (2023) |
|      | Bétera – Castelló                         | 70.24 km | 40 駅 | 12,373,435    |
|      | Llíria - Torrent Avinguda                 | 39.75 km | 34 駅 | 11,723,597    |
|      | Rafelbunyol - Aeroport                    | 24.69 km | 27 駅 | 17,270,009    |
|      | Mas del Rosari – Dr. Lluch                | 15.92 km | 33 駅 | 7,580,547     |
|      | Marítim - Aeroport                        | 12.95 km | 18 駅 | 14,169,446    |
|      | Tossal del Rei - Marítim                  | 10.07 km | 21 駅 | 3,450,509     |
|      | Marítim - Torrent Avinguda                | 15.45 km | 16 駅 | 10,830,949    |
|      | Marítim - Neptú                           | 1.2 km   | 4 駅  | 420,620       |
|      | Riba-roja de Túria - Alboraia Peris Aragó | 23.37 km | 23 駅 | 10,228,402    |
|      | Alacant - Natzaret                        | 5.3 km   | 8 駅  | 2,445,002     |

## 料金 (2018)
シングルチケット (Senzill/Sencillo)：
Aゾーン: 1,50 €/ABゾーン: 2,10 €/ABCゾーン: 2,80 €/ABCDゾーン: 3,90 €
ボノメトロ (Bonometro)：
Aゾーン: 7,60 €/ABゾーン: 11,00 €/ABCゾーン: 14,70 €/ABCDゾーン: 21,00 €
ジェント・マジョル (Gent Major)：
各のゾーン： 9,70 €
モビリタット・メンスアル (Mobilitat/Movilidad Mensual)：
各のゾーン： 9,70 €
モビリタット・アヌアル (Mobilitat/Movilidad Anual)：
各のゾーン： 87,30 €

## 歴史
- 1987年元日: バレンシア県を走る狭軌鉄道路線は、事業をスペイン狭軌鉄道からバレンシア公営鉄道に切り替え。
- 1988年10月8日: Hospital（現在: Safranar）駅〜Ademuz（現在: Empalme）駅間の新たな地下区間が開業により、国内での地下鉄が走るのは、マドリード・バルセロナを過ぎ、3番目の都市になった。新たな8駅が開業。
- 1988年12月29日: 地下鉄の区間を、Hospital（現在: Safranar）駅〜Sant Isidre駅間に延伸。これで、
- 1994年5月21日: 4号線がDr. Lluch駅からAdemuz駅間を部分開業により、1970年から24年ぶりに、バレンシアの路面電車が、現代型にして復活した。バレンシアは、国内で路面電車を復活した最初の都市であった。また、Pont de Fusta駅で発着した通勤車両の運行を前日で
- 1995年5月5日: 3号線の新トンネルが部分開業により、バレンシア県の北東部からバレンシア市内へのアクセスが向上した。Machado、Benimaclet、Facultats（現在: Facultats - Manuel Broseta）、Alamedaの各4駅が開業。
- 1998年9月16日: 3号線のトンネルをAlameda駅をおよそ西方3キロ先にある、Avinguda del Cid駅まで延伸と、このトンネルと南北トンネルの連絡線が開業した（2駅が開業・1駅がリニューアル）。メトロバレンシアのマークは誕生して、県内の狭軌鉄道を運営する。
- 1998年度中旬: Ademuz駅の名称をEmpalme駅に変更。旧1号線と旧2号線は、1号線に合併した。2015年まで、100キロ近くの距離を走る一つの路線として活躍した。
- 1999年3月3日: 4号線は、Empalme駅からTVV（現在: À Punt）駅まで延伸された。バレンシア市を走っていない一番路面電車区間となる。
- 1999年5月20日: 3号線は、Mislata - Almassil駅まで延伸。
- 2006年7月3日: 脱線事故を起こした。